# Kapitein van de vloot
In de Royal Navy van de 18e en 19e eeuw kon een kapitein van de vloot (Engels: Captain of the Fleet) aan worden gesteld om een admiraal die het commando voerde over ten minste tien schepen te assisteren.
Het was een positie en geen rang. Indien degene die deze positie bezette zelf geen admiraal was, dan zat deze qua rang tussen de meest junior schout-bij-nacht  (rear admiral) en de meest senior kapitein-ter-zee (post-captain). De kapitein van de vloot kreeg het salaris van een schout-bij-nacht tijdens de periode dat deze de positie bezette. 
Bevelen van de admiraal werden via de kapitein van de vloot doorgegeven aan de vloot, en de reactie van de vloot werd weer aan hem teruggespeeld. Deze rol als intermediair tussen de bevelhebber en de troepen is analoog aan destijds die van de kapitein-luitenant ter zee (commander) op een groot oorlogsschip, die de bevelen van de kapitein-ter-zee aan de bemanning doorgaf en reacties terugkreeg. Verder functioneerde de kapitein van de vloot als een soort chef-staf van de admiraal. 
Een kapitein van de vloot was meestal gestationeerd op het vlaggenschip van de admiraal, als "eerste kapitein". Het schip van de admiraal had tevens een vlaggenkapitein die functioneerde als "tweede kapitein", voor alledaagse zaken van het schip zelf.